# Bèthvéser (Tarn i Garona)
Bèthvéser (en francès Belbèse) és un municipi francès situat al departament de Tarn i Garona i a la regió d'Occitània.

## Demografia
| 1962                                       | 1968 | 1975 | 1982 | 1990 | 1999 | 2007 | 2019 |
| ------------------------------------------ | ---- | ---- | ---- | ---- | ---- | ---- | ---- |
| 75                                         | 76   | 64   | 65   | 58   | 61   | 104  | 149  |
| Des de 1962: població sense dobles comptes |      |      |      |      |      |      |      |